# Mercedes-Benz Geländewagen
Le Mercedes-Benz Geländewagen est un tout-terrain du constructeur automobile allemand Mercedes-Benz. Il est produit de 1975 à 1993.
En 1993, Mercedes-Benz lance la création de Classe. Le Geländewagen change de nom et devient donc Classe G.

## Utilisations policières et militaires

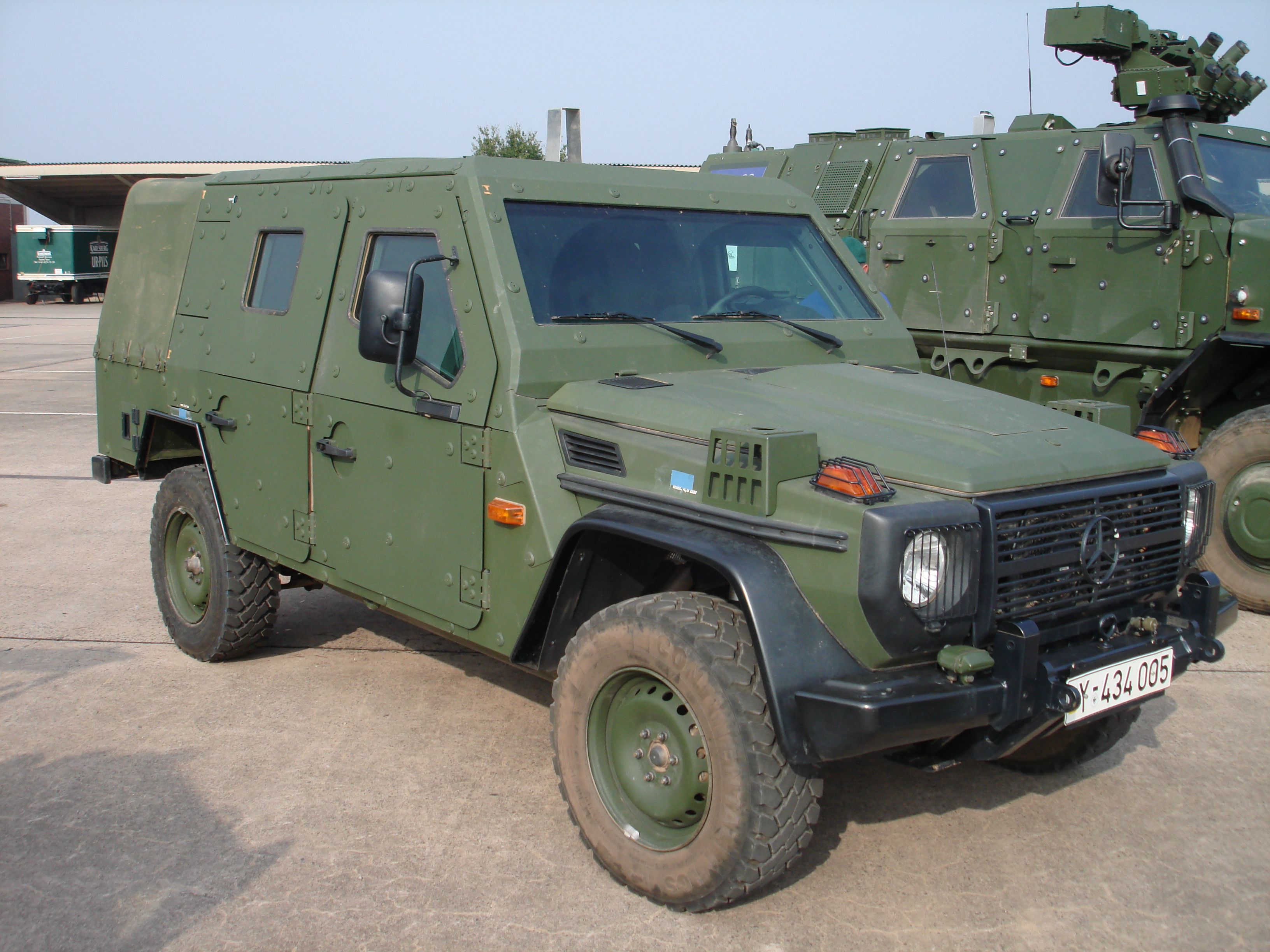
Un modèle blindé de l'armée allemande (LAPV Enok).

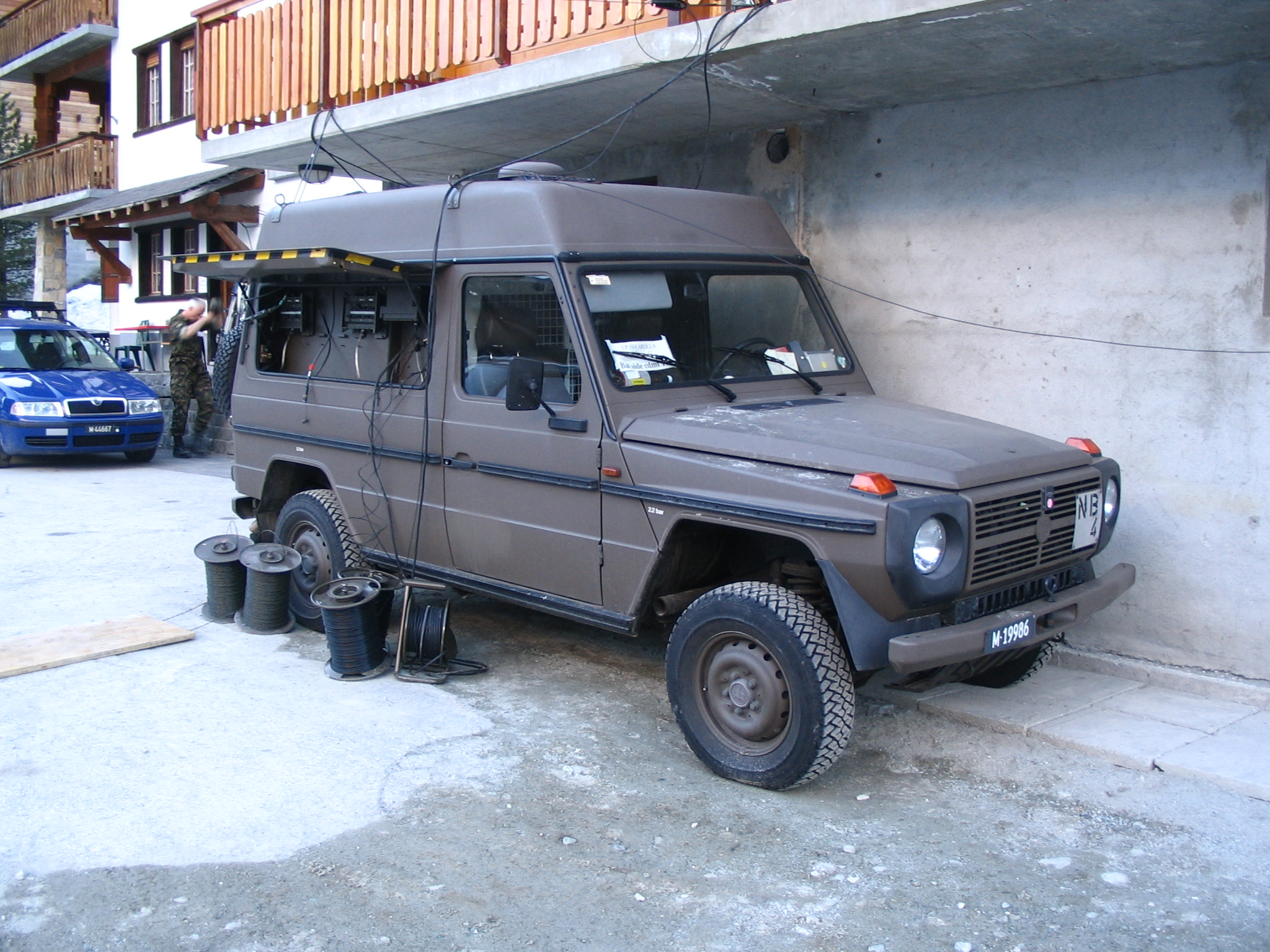
Puch G, version « commutateur mobile » des troupes de transmission de l'armée suisse.

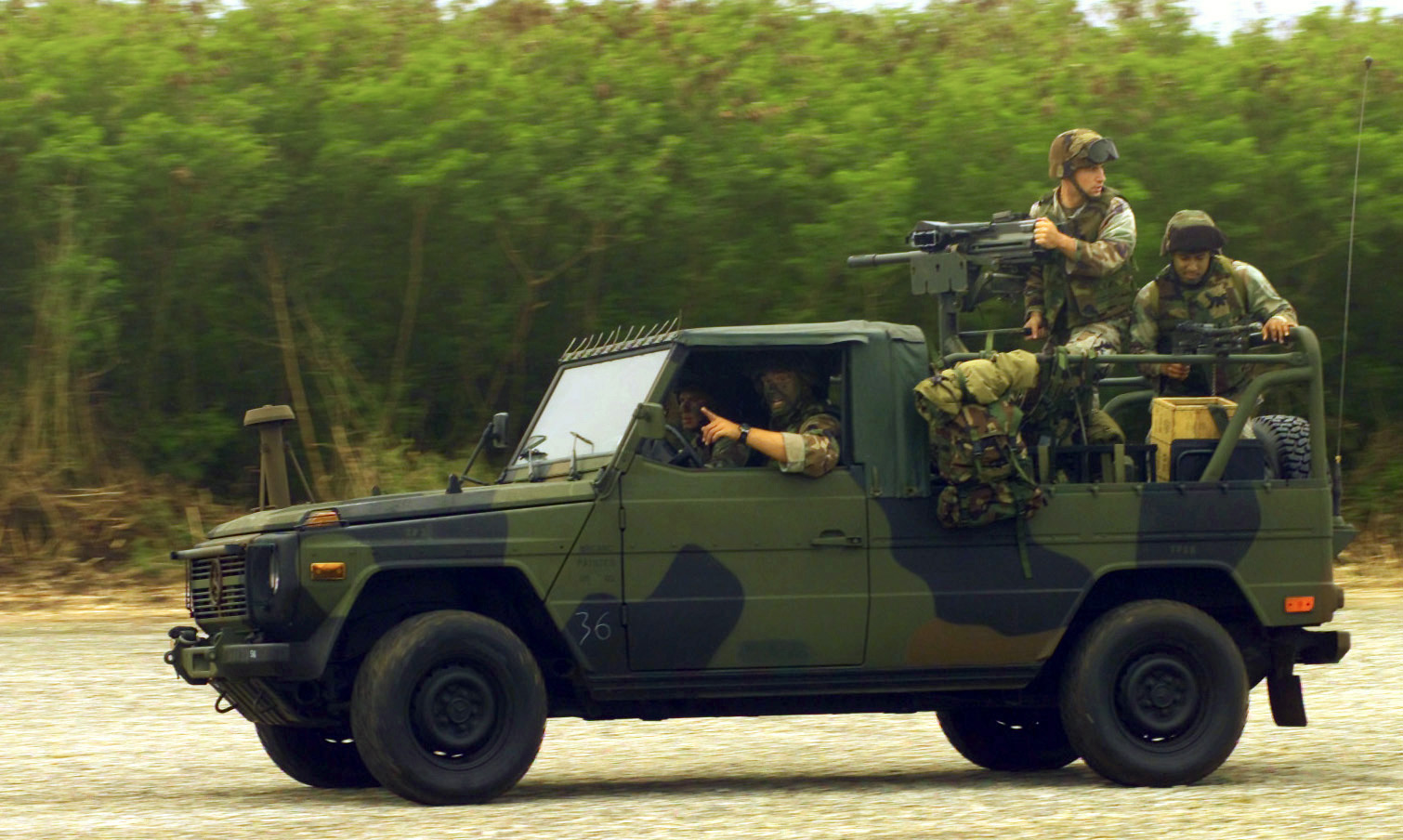
Un 44IFAV de l'USMC.

De nombreuses unités sont produites en versions militaire et policière. Les armées ainsi équipées demeurent majoritairement européennes :
- Algérie (mise en production par l'Établissement Développement de l'Industrie de Véhicules EPIC/E.D.I.V (coentreprise avec Mercedes Benz et la SNVI, localisée à Tiaret, Algérie) ;
- Allemagne (Bundeswehr, Police fédérale) : sous le nom de Wolf ;
- Autriche (Puch G) ;
- Canada ;
- Danemark ;
- États-Unis ;
- France (Peugeot P4) ;
- Finlande ;
- Grèce ;
- Israël ;
- Norvège ;
- Pays-Bas ;
- Portugal ;
- Suisse (5 300 Puch 230 G en plusieurs versions depuis 1989, 3 200 Mercedes-Benz G 300 CDI 4×4 véhicules légers tout-terrain (vhc L tt) commandés en 2014) ;
- Russie.

Les Forces armées canadiennes, avec plus de 800 exemplaires, ont obtenu un blindage démontable. Ces « kits » de près d'une tonne chacun, sont composés de portières, d'un pare-brise plat et d'autres pièces blindées pouvant être installés en moins de huit heures par trois soldats. 
Depuis 1989, l'Armée suisse utilise différentes versions du véhicule Steyr Daimler Puch 230 GE pour le transport de troupes, de matériel ou de vivres. Les troupes de transmission disposent d'un « Puch de construction » pour la pose de lignes, ainsi que le « commutateur mobile » qui contient le matériel et les connexions pour établir un nœud dans le réseau de l'armée (RITM). Toutes les versions ont une boîte automatique. Elle en a commandé 5 300 entre la fin des années 1980 et le début des années 1990. Le Puch a remplacé d'anciens modèles utilisés par l'armée suisse. En 2014, la Suisse, dans le but de remplacer le Puch 230 G, commande 3 200 voitures combi à 5 portes véhicules légers tout-terrain Mercedes-Benz G 300 CDI 4×4 pour le transport de personnes et de matériel. À l'avenir, d'autres voitures combi à 5 portes et des véhicules avec cabine biplace et petit Shelter pour des aménagements techniques devrait compléter la première tranche commandée en 2014.
Peugeot utilisa la cellule du véhicule G, ainsi qu’une grande partie de la mécanique sauf le moteur et la boîte de vitesses qui provenaient des 504 et 505 pour proposer le P4, qui était fabriqué en France à Sochaux, puis à Marolles-en-Hurepoix, chez Panhard.
Le Corps des Marines des États-Unis a reçu à partir de novembre 1999 plus de 150 Mercedes-Benz MB 290 GD 1.5T nommé Interim Fast Attack Vehicle (IFAV).